# Blaarthem
Blaarthem, in de Nederlandse provincie Noord-Brabant, is een buurt in het Eindhovense stadsdeel Gestel. Deze buurt is genoemd naar een voormalig kerkdorp dat reeds in de 11e eeuw bestond. Bij dit dorp bevond zich het uit de middeleeuwen stammende Kasteel Blaarthem, terwijl zich in de nabijheid hiervan ook een slotje bevond dat bekendstaat als Kasteel Gagelbosch. Tot 1920 vormde Blaarthem samen met Gestel de gemeente Gestel en Blaarthem. Op 1 januari 2023 telde de buurt 2.525 inwoners, verdeeld over 1.323 woningen, met een gemiddelde WOZ-waarde van € 296.000, op een oppervlakte van 0,36 km².
Blaarthem lag in het dal van de Gender, die stroomafwaarts samenkwam met de noordelijker gelegen Rundgraaf. Tussen deze rivieren en het dal van de Dommel lagen dekzandruggen.
Het landschap is in loop van de 20e eeuw geheel onherkenbaar geworden, aangezien het geheel in beslag wordt genomen door woonwijken, bedrijventerreinen en auto(snel)wegen. De Rundgraaf is verdwenen en de Gender is vervangen door een afwateringskanaal. Slechts de Hoogstraat, die over een dekzandrug loopt, wijst nog op de middeleeuwse situatie.
Door deze Hoogstraat te vergelijken met kadasterkaarten van gemeente Gestel en Blaarthem uit 1832, is het duidelijk dat de huidige buurt Blaarthem geografisch weinig connectie heeft met het historische Blaarthem. De huidige buurt ligt direct aan de historische dorpskern van Gestel en daarmee ten oosten van historisch Blaarthem. Historisch Blaarthem ligt grotendeels in de wijk Oud Kasteel, welke vernoemd is naar Kasteel Blaarthem. Naast Kasteel Blaarthem lag er in het historische Blaarthem ook het Kasteel Gagelbosch.

## Kerk
Oorspronkelijk moet er in Blaarthem een kerk zijn geweest die aan de heilige Severinus was gewijd.
De Sint-Lambertuskerk werd in 1354 voor het eerst genoemd. Aan te nemen valt dat dit oorspronkelijk een private kerk of eigenkerk van de heer van Blaarthem was. Ze lag slechts 140 meter van het kasteel verwijderd op een vermoedelijk kunstmatige heuvel. Zeker is dat de heren van Blaarthem in deze kerk begraven werden. Verder is bekend dat Goyart van Eijck in 1497 het patronaatsrecht verwierf, en in 1525 werd hij heer van Blaarthem. Men neemt aan dat de Sint-Lambertuskerk geleidelijk de functie van de Severinuskerk heeft overgenomen, waarbij de laatste ging functioneren als kapel.
Het was een eenvoudig eenbeukig kruiskerkje met een wat lager koor en een klein klokkentorentje.
In 1648 werd deze kerk genaast door de Protestanten. Later bouwden de Katholieken een schuurkerk aan de Kerkstraat, die tegenwoordig Blaarthemseweg heet. In 1709 leidde dit alles nog tot een conflict met de - blijkbaar katholieke - kasteelheer, Henri Albert Barthold de Dongelberge, die weigerde de kerk te onderhouden, wat hij verplicht was. Toen de ramen uit het koor vielen, waar de familie Van Eijck begraven lag, liet hij ze dichtmetselen, waardoor de kerk nauwelijks meer licht ontving. De predikant herstelde de ramen en liet de rekening via de deurwaarder bij de baron bezorgen, welke hem antwoordde: ik sal je nyet betaelen, al soude het my duysent gulden kosten.
In 1798 kregen de katholieken hun kerk weer terug. Het torentje werd op 9 november 1800 tijdens een orkaan weggeblazen en viel door het dak van de sterk verwaarloosde kerk. De kerk werd beschadigd en de ruïne werd geleidelijk gesloopt, waarbij de resten definitief werden opgeruimd in 1834. In 1833 had men een nieuwe Sint-Lambertuskerk in Gestel gebouwd die de Blaarthemsekerk verving. Deze is in 1910 op zijn beurt vervangen door de huidige, nog bestaande kerk te Gestel.
In het koor van de Sint-Lambertuskerk werden leden van de familie Van Eijck begraven. Veel is van de grafstenen niet overgebleven: Een steen van Rudolf van Eijck, heer van Blaarthem, Zeelst en Veldhoven, die in 1580 stierf, en zijn vrouw Helwich van Berkel, die in 1590 stierf. Deze is ingemetseld in de muur van het Mariakoor van de kerk van Meerveldhoven.

## Heden
In 1928 werd de Blaarthemse kerkheuvel afgegraven, tezamen met de resten van de begraven mensen. Daarmee is de slotgracht van het kasteel Blaarthem gedempt.
Nadat de kern zich naar Gestel had verplaatst, was Blaarthem niet veel meer dan een weg met lintbebouwing die van Gestel via Meerveldhoven naar Veldhoven liep. In 1967 werd door de gemeente Eindhoven het plan Gestelse Ontginning bekendgemaakt. Dit plan zou de omgeving van Kasteel Gagelbosch voorgoed verstoren. Daarom werd in 1968, nadat de hoeve al gesloopt was, met een opgraving begonnen. Deze moest in 1971 worden gestaakt, waarna het terrein werd geëgaliseerd. In 1973 begon men met de bouw van een bejaardentehuis, dat in 1975 werd voltooid en de naam Gagelbosch kreeg.
In het begin van de jaren 70 van de 20e eeuw werden plannen uitgewerkt om woonwijken te bouwen op het oorspronkelijke gebied van Blaarthem, waaronder het terrein van Kasteel Blaarthem. Daarom zijn hier in 1974 opgravingen verricht.
De bouwactiviteiten leidden tot de wijk Oud Kasteel, met de buurten Genderbeemd, Ooievaarsnest en Hanevoet. Vele straten zijn naar kastelen genoemd, en het centrale winkelcentrum heet Kastelenplein. Verder is niets meer van de oorspronkelijke situatie terug te vinden en is Blaarthem de facto van de kaart verdwenen.
De parochie Blaarthem omvatte oorspronkelijk ook Gestel. Toen Gestel in 1815 een zelfstandige gemeente werd, kreeg het de heilige Lambertus in het gemeentewapen.

## Bestuurlijk
Blaarthem behoort tot de wijk Oud-Gestel, die uit de buurten Rapelenburg, Bennekel, Blaarthem, Genderdal, Gennep en Beemden bestaat.

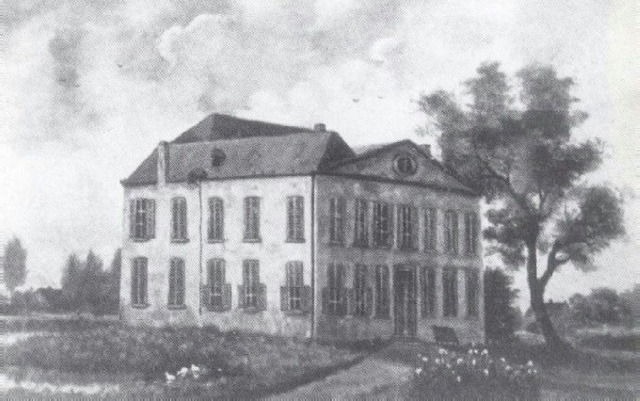

## Foto's

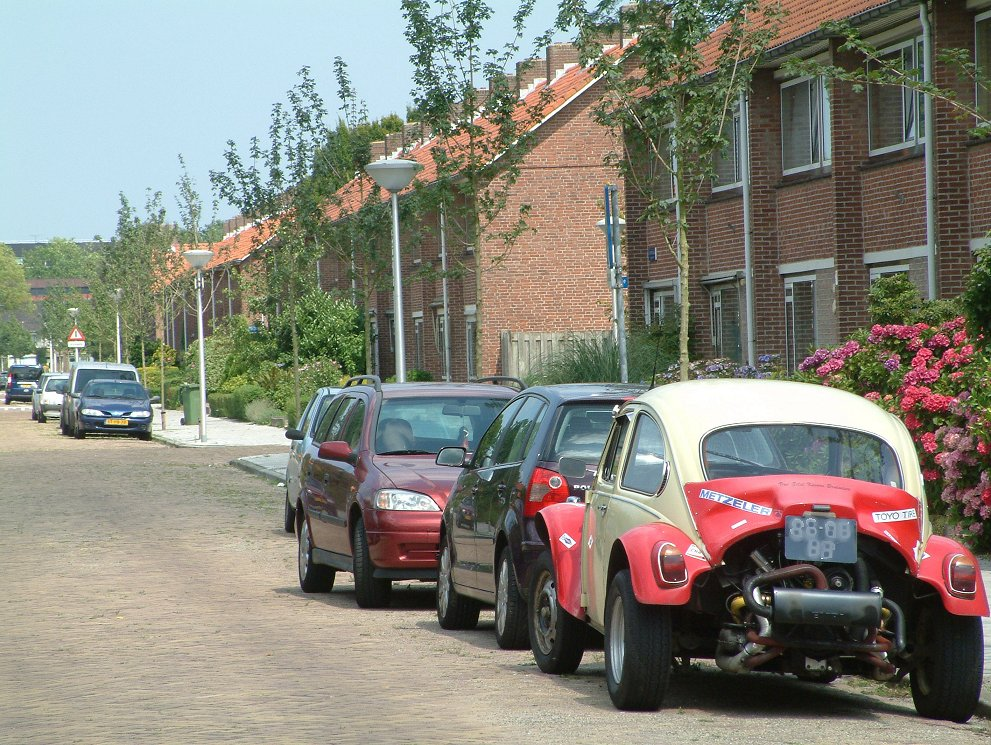
Schumannstraat